# Canarionesticus quadridentatus
Canarionesticus quadridentatus är en spindelart som beskrevs av Jörg Wunderlich 1992. Canarionesticus quadridentatus ingår i släktet Canarionesticus och familjen grottspindlar.
Artens utbredningsområde är Kanarieöarna. Inga underarter finns listade.